# 4249 Křemže
4249 Křemže è un asteroide della fascia principale. Scoperto nel 1984, presenta un'orbita caratterizzata da un semiasse maggiore pari a 2,9698578 UA e da un'eccentricità di 0,1016415, inclinata di 4,69994° rispetto all'eclittica.